# Rhynchostegium oxyodon
Rhynchostegium oxyodon är en bladmossart som beskrevs av Gepp in Hiern 1901. Rhynchostegium oxyodon ingår i släktet näbbmossor, och familjen Brachytheciaceae. Inga underarter finns listade i Catalogue of Life.